# La marquesa de Alcañices
La marquesa de Alcañices es un cuadro de Federico Madrazo (1815–1894), pintor español del siglo XIX, que actualmente forma parte de la Colección del Duque de Alburquerque, Juan Miguel Osorio y Bertrán de Lis, ubicada en Madrid.
El lienzo representa a la aristócrata española Inés  de Silva y Téllez-Girón, (1806-1865), hija de José Gabriel de Silva-Bazán y Waldstein, X marqués de Santa Cruz, y de Joaquina Téllez-Girón y Pimentel, II condesa de Osilo, y mujer de Nicolás Osorio y Zayas (1793-1866), XVI marqués de Alcañices, por cuyo título fue conocido, y ambos padres de José Osorio y Silva, duque de Sesto y después marqués de Alcañices, promotor de la restauración borbónica que permitió reinar a Alfonso XII de España.
Aparece vestida con traje de raso y terciopelo y amplio escote, luciendo el conocido collar de los Balbases, comenzado por Ambrosio Spinola, primer marqués de dicha casa. El cuadro pertenece a la colección familiar, y estuvo custodiado en el desaparecido palacio de Alcañices de la calle de Alcalá de Madrid.